# Joseph-Marie Timon-David

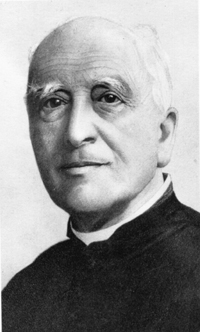
Joseph-Marie Timon-David

Joseph-Marie Timon-David (* 29. Januar 1823 in Marseille, Frankreich; † 10. April 1891 ebenda) war ein französischer katholischer Priester und Gründer der Congrégation du Sacré-Cœur.

## Leben
Joseph-Marie Timon-David besuchte die Schule im Jesuitenkollegium St. Michael in Fribourg (Schweiz), dessen Erziehungsmethoden ihn stark beeindruckten. Im Jahr 1842 traf er die Entscheidung, Priester zu werden. Sein Bischof, der Heilige Charles Joseph Eugène de Mazenod, Erzbischof von Marseille, sandte ihn zum Priesterseminar Saint Sulpice in Paris; dort wurde er ein entschlossener Gegner des Gallikanismus. In Saint-Sulpice lernte er Dom Guéranger kennen. 1846 wurde er zum Priester geweiht; seine Primiz feierte er am 29. Juni 1846. In Paris lernte Timon-David die Nöte der Arbeiterklasse kennen und entwickelte die Idee eines entsprechenden Apostolats. Mit Unterstützung des Erzbischofs Eugène de Mazenod gründete er am 20. November 1852 die Congrégation du Sacré-Cœur, die aber erst ab dem Jahr 1859 Form annahm und zu wachsen begann. 1864 wurde die erste Schule für Arbeiterkinder gegründet. Im Jahr 1876 wurde die Kongregation als Priesterkongregation päpstlichen Rechts von Papst Pius IX. anerkannt.